# Kathellen
Kathellen Sousa Feitoza (São Vicente, 26 de abril de 1996) é uma futebolista brasileira que atua como zagueira. Atualmente, joga pelo Al-Nassr, e na Seleção Brasileira.

## Carreira

### Início
Quando jovem, Kathellen adorava futebol, mas tinha que jogar principalmente futsal. Ela tinha dificuldades para encontrar um campo de futebol em sua terra natal, a Baixada Santista, especialmente depois que o time feminino do Santos Futebol Clube foi fechado em 2012.
Kathellen se candidatou a uma bolsa de estudos esportiva nos Estados Unidos e foi selecionada pelo Monroe College da National Collegiate Athletic Association (NCAA). Depois de dois anos com o Monroe College, passou os dois anos restantes da faculdade com Louisville Cardinals e UCF Knights, respectivamente, na primeira divisão da NCAA.

### Bordeaux
Kathellen foi contratada pelo Bordeaux e ingressou na primeira divisão feminina da França, no meio da temporada 2017-2018. Em maio de 2018, ela assinou uma prorrogação de dois anos ao seu contrato. Sua estreia como profissional foi em 4 de fevereiro de 2018 contra o Olympique de Marselha, onde sua equipe perdeu por 1 a 0. Três jogos depois, ele marcou seu primeiro gol, em uma partida contra o Rodez Aveyron Football terminou com um empate de dois gols.
Na temporada 2018/19, o Bordeaux chegou a liderar o campeonato, porém perdeu força e terminou em quarto lugar, Kathellen fez 18 jogos e marcou dois gols. Na temporada 2019/2020, Kathellen perdeu rendimento e terminou como reserva, assim se transferiu para Inter de Milão.

### Inter de Milão
Em 3 de agosto de 2020, a Internazionale de Milão anunciou a contratação de Kathellen. Kathellen Souza foi a primeira brasileira contratada e jogar pela Inter de Milão.
| “                     | É uma honra poder ser a pioneira da história e deixar a marca do Brasil por aqui, sinto uma gratidão imensa. O projeto do clube me encantou desde o início e, por isso, é muito bom poder defender esse time. Tenho certeza que ainda terão muitos talentos brasileiros por aqui comigo. | ” |
| — declarou Kathellen. | |   |

Em fevereiro de 2021, Kathellen sofreu uma grave lesão no joelho direito, sendo uma lesão no ligamento cruzado anterior, o que a manteve afastada dos relvados por 8 meses. Depois de renovar seu contrato para uma segunda temporada, ela voltou aos gramados em 16 de outubro, pronta para enfrentar a Roma. Kathellen conseguiu voltar aos onze iniciais e terminou a temporada com 17 aparições e um gol, a Inter de Milão chegou ao quinto lugar na liga.
Em 5 de dezembro, ela marcou seu primeiro gol com a camisa nerazzurri, desbloqueando com uma cabeçada imperiosa no derby contra o Milan.

### Real Madrid
Em 4 de agosto de 2022, o Real Madrid anunciou a contratação de Kathellen.
| “                            | Vestir a camisa do Real Madrid é uma alegria imensa. Chego com o desejo de ajudar a equipe a conquistar títulos e, consequentemente, brigar na parte de cima das competições. | ” |
| — Kathellen na apresentação. | |   |

### Seleção Brasileira
O técnico da Seleção Brasileira de Futebol Feminino, Vadão, convocou Kathellen pela primeira vez em junho de 2018 para um treinamento antes do Torneio de Nações de 2018. Como o torneio ficou fora do Calendário de Jogos da FIFA, algumas jogadoras titulares da seleção nacional não foram liberadas por seus clubes, fazendo Vadão considerar outros jogadores.
Em 26 de julho de 2018, ela jogou pela primeira vez na seleção feminina de futebol brasileira como parte do Torneio das Nações, substituindo Daiane Limeira em uma derrota por 3-1 para a Austrália.
Um ano depois, Kathellen foi convocada pelo  Brasil para Copa do Mundo 2019. Ela iniciou a preparação como principal reforço para alternar com as o experientes zagueiras Mônica e Érika. Depois que Érika foi forçada a sair da competição por lesão, Kathellen passou a ser titular. Apesar de ser a jogadora brasileira mais jovem na escalação para as oitavas de final contra a França, Kathellen fez uma grande atuação.
Kathellen estava na seleção brasileira que conquistou a Copa América de 2022. A seleção terminou a competição invicta e conquistou o Campeonato Sul-Americano pela oitava vez. Kathellen Sousa fez quatro aparições durante as finais.

## Títulos
Seleção Brasileira
- Copa América Feminina: 2022[20]

Monroe Mustangs
- Campeonato Naciona NJCAA: 2014

## Prêmios individuais
- Primeira Equipa 2017 -Associação da União dos Treinadores de Futebol da Região Sudeste[21]
- Jogadora Co-Defensiva do Ano 2017 - Conferência Atlética Americana
- Primeira Equipa 2017 - Conferência Atlética Americana